# 나탈 식민지
나탈 식민지(영어:Colony of Natal)는 아프리카 남동부의 영국 식민지였다. 영국 정부가 나탈리아 공화국 합병한 후 1843년 5월 4일에 영국 식민지로 선포되었고 1910년 5월 31일에 다른 3개 식민지와 연합해 남아프리카 연방내의 나탈주가 되었고 현재는 남아프리카 공화국내의 콰줄루나탈주가 되었다.